# Tom Clancy's ShadowBreak
Tom Clancy's ShadowBreak est un jeu vidéo mêlant arène de bataille en ligne multijoueur et tir à la première personne développé sur iPhone, iPad et Android par Ubisoft Halifax et édité par Ubisoft, sorti en 2017.

## Système de jeu
Le jeu est une arène de bataille en ligne multijoueur dans l'esprit de Clash Royale. Pendant les phases de combat, le joueur incarne un sniper et peut tirer sur les unités présentes sur le champ de bataille.